# Chaunoproctus latior
Chaunoproctus latior är en kvalsterart som först beskrevs av Berlese 1913.  Chaunoproctus latior ingår i släktet Chaunoproctus och familjen Caloppiidae. Inga underarter finns listade i Catalogue of Life.